# Умаров, Хамдам
Хамдам Умарович Умаров (узб. Hamdam Umarovich Umarov; 4 апреля 1928, Коканд, Ферганский округ, Узбекская ССР, СССР — 27 февраля 2007) — советский узбекский хозяйственный, государственный и партийный деятель.

## Биография
Родился 4 апреля 1928 в Коканде Ферганской области. Член КПСС с 1956 года.
После окончания 7 классов школы в 1943 году поступил в Кокандский нефтяной техникум, который окончил с отличием, и получил специальность «Техник по бурению нефтяных и газовых скважин». Окончил Московский нефтяной институт им. Губкина.
Работал в нефтяной промышленности Узбекской ССР. В середине 50-х годов Умаров совместно с директором конторы бурения Б. И. Быковым и механиком нефтепромысла «Андижан» М. А. Лилюевым разработали схему конструкции буровой установки, которая была названа «БУ-1 Андижанец» и позволила сократить затраты в 4 раза. За годы работы на участках конторы бурения треста «Андижаннефть» и на Ферганском нефтекомбинате Умаровым был разработан и внедрён в производство ряд рационализаторских предложений с большим экономическим эффектом. Заложил фундамент (совместно с нефтепереработчиками) в развитие в Фергане целого комплекса предприятий нефтехимического профиля.
В июле 1961 года постановлением Узбекского Совнархоза Умаров был переведён начальником управления газовой и нефтяной промышленности Узбекского Совнархоза. В феврале 1962 года был избран секретарём Андижанского обкома КП Узбекистана, затем председателем Ферганского промышленного облисполкома. В 1964—1967 гг. работал секретарём Ферганского обкома КП Узбекистана. В феврале 1967 года постановлением Совета Министров Узбекской ССР был назначен управляющим делами Совета Министров Узбекской ССР.
В ноябре 1968 года на сессии областного Совета народных депутатов был избран председателем Ферганского облисполкома. В декабре 1978 года на пленуме Ферганского обкома КПУз был избран первым секретарём Ферганского обкома КП Узбекистана, где проработал до октября 1988 года.
Избирался депутатом Верховного Совета Узбекской ССР 7-го, 8-го и 9-го созывов, Верховного Совета СССР 10-го и 11-го созывов. Делегат XXV, XXVI и XXVII съездов КПСС, XIX конференции КПСС.
19 января 1989 года Умаров был незаконно и необоснованно привлечён к уголовной ответственности следственной группой Прокуратуры СССР, возглавляемой следователями Гдляном и Ивановым, а также исключён из КПСС. Постановлением Прокуратуры от 19 октября 1989 г был освобождён из под стражи, а 27 февраля 1990 года было прекращено уголовное дело по ст.5, п. 1,2 УПК РСФСР — за отсутствием события и состава преступления.
Был оправдан и возвращён в ряды коммунистов.
Труд Хамдама Умарова был высоко оценён и отмечен государственными наградами — 8 орденами, 7 медалями и многими почётными грамотами и знаками.
В 1994 году указом Президента Республики Узбекистан И. А. Каримовым награждён медалью «Шухрат».
На 2000 год — начальник «Узводконтроля».
Умер 27 февраля 2007 года.

## Награды
- Орден Октябрьской Революции
- 4 Ордена Трудового Красного Знамени
- Орден Дружбы народов (07.04.1988)[1]
- 2 Ордена «Знак Почёта»
- Медаль «Шухрат»